# 国際サッカー連盟
- 国際サッカー連盟

国際サッカー連盟（こくさいサッカーれんめい、フランス語: Fédération internationale de football association, 英語: International Association Football Federation）、FIFA（フィファ [ˈfiːfə]）は、サッカーの国際競技連盟であり、スイスの法律に基づいた自立法人である。本部はスイスのチューリッヒに置かれている。
2018年時点で211の国と地域の国内競技連盟が加盟し、国際競技連盟としては世界最大である。FIFAワールドカップの主催が、もっとも大きな任務となっている。

## 概要

FIFA加盟国を色であらわしている。

FIFAの傘下には、以下の6つの大陸競技連盟がある。
- アジアサッカー連盟（AFC）
- アフリカサッカー連盟（CAF）
- 欧州サッカー連盟（UEFA）
- オセアニアサッカー連盟（OFC）
- 北中米カリブ海サッカー連盟（Concacaf）
- 南米サッカー連盟（CONMEBOL）

各国のサッカー協会は、FIFAと大陸競技連盟両方ともそれぞれに直接加盟している。
したがって、FIFA加盟が認められず、大陸競技連盟だけに加盟しているサッカー協会は、FIFAの大会には参加できず（その場合は大陸連盟主催の大会のみ出場できる）、そのサッカー協会が行う試合は、国際Aマッチなどの国際試合としてはFIFAには公認されない。
UEFAに所属するイギリスの本土4協会（イングランド、スコットランド、ウェールズ、北アイルランドの各協会）は、競技としてのサッカーの成立過程およびFIFAへの加盟に関わる歴史的背景から、特権的な地位が与えられている。たとえば、FIFA副会長（定数7）の1席がこの4協会のいずれかに保証されており、本土4協会のすべてが役員選で落ちることはあり得ない。また、サッカーのルールや重要事項に関しては、FIFAとこのイギリス本土4協会で構成する国際サッカー評議会が決定することになっている。

## 歴史

### 概要
1904年5月21日、フランスの首都パリで、フランス、オランダ、スイス、デンマーク、ベルギー、スウェーデン、スペインの7か国（実際にはスウェーデンとスペインは会議に出ることができず、デンマークとフランスが代理を務めた）が集まり、世界のサッカー統括組織設立の会議を開催した。同年5月23日までの3日間で組織名を「国際サッカー連盟（略称：FIFA）」と決定した。わずか28名のFIFA総会(FIFA Congress)は、フランスのスポーツ統括団体USFSA（Union des Sociétés Françaises de Sports Athlétiques）のフットボール委員会幹事（フランス体育連盟書記長）のロベール・ゲラン（フランス人）を初代FIFA会長に選出した。このときゲランは28歳であった。
任期はわずか2年だったが、その間に、英国本土4協会（地域協会認可の経緯の項で後述）、ドイツ、オーストリア、イタリア、ハンガリーの合わせて8つの国と地域の協会が、FIFA設立翌年の1905年に加盟した。欧州以外では第2代FIFA会長ダニエル・ウールフォール（イギリス人。イングランドサッカー協会会長も兼務）時代に、南アフリカが1909年に加盟したのが最初である。
誕生したばかりのFIFAには実行力も資金もなく、パリの中心街のビルの一室で運営していた。1921年に第3代FIFA会長に就任したフランス人のジュール・リメは、同じくフランス人の側近のアンリ・ドロネー事務総長（General secretary）とともに、就任直後からサッカー単独の世界大会実現のために尽力した。しかし当時、第一次世界大戦後の経済的混乱、大陸間の移動手段は当時は船（欧州から南米まで、船で片道だけで2週間）、そして世界大会はオリンピック(五輪)がすでに存在していることを理由に、各国はサッカー単独の世界大会開催を渋っていた。
そんな状況の中、ウルグアイが、1924年パリ五輪、1928年アムステルダム五輪とオリンピック連覇を成し遂げた。そこでリメらは、「ウルグアイの五輪連覇は、アマチュアしか出られない世界大会だからという各国、特に欧州のプライドをくすぐる作戦」に出て、「アマチュアだけの五輪（当時。プロ参加許可は1984年ロサンゼルス五輪から）には、プロフェッショナル化した各国は優れた選手を送り込めない。アマ、プロの関係なく、真の世界王者を決める大会の開催を」と各国に何度も訴え、ついに、1930年7月13日から7月30日にかけて、第1回ワールドカップ・ウルグアイ大会（以下、ワールドカップはW杯の略称で記述）を開催し、サッカー単独の世界大会を実現した。最終的にウルグアイW杯は、計59万549人（実際のスタジアム入場数）の大観衆を集め、25万ドル（当時の日本円で50万6,250円。2016年では9億7,036万577円にあたる）以上の収益を得た。以降、FIFAは資金難から開放され、FIFA本部をスイスのチューリッヒに移し、フルタイムの職員を雇い、運営されるようになった。
2014年ブラジルW杯では、大会観客動員（実際のスタジアム入場数）計338万6,810人の大観衆を集め、開催年の2014年単年のFIFA収入は13億4,600万ポンド（約2,554億円）で、収入から支出を差し引いた利益は9,100万ポンド（約173億円）に上った。2014年ブラジルW杯開催年までの4年間（2011 - 2014年）の収入は7,075億円（内訳：W杯放映権料3,004億円、W杯スポンサー料1,955億円、大会開催関連収入1,397億円、金融収益など収入719億円）であった。このように、今でもワールドカップおよびその関連収入を最大の収入源として、巨額の資金を得て、FIFAは2018年時点で加盟協会211の世界最大のスポーツ組織となった。
FIFAは加盟協会を増やしていった。2016年5月13日のFIFA総会では、210番目の加盟としてコソボサッカー連盟(FFK)、211番目の加盟としてジブラルタルサッカー協会(GFA)が認可され、2018年3月13日時点で、世界で211協会が加盟している。主権を持った独立国だけでなく、地域ごとの加盟（たとえば中国の特別行政区である香港とマカオや、中華民国（台湾）、イギリス（以下、略称英）を構成するイングランド、北アイルランド、スコットランド、ウェールズはそれぞれ別々にFIFAに加盟している）が認められるため（地域協会認可の経緯の項で後述）、国際連合加盟国の193か国を上回る。日本サッカー協会は1929年に加盟。
FIFAワールドカップの招致活動を目的とした資金工作（2015年までW杯開催地投票は、FIFA理事会（のちのFIFA評議会）のFIFA理事24名（決選投票時FIFA会長投票1票）の投票）やFIFA会長選での金銭のやり取りが問題となり、2015年FIFA汚職事件として立件された。2015年9月には200万スイスフランの不正な支出があったとして、当時の会長ゼップ・ブラッターにまで捜査がおよんだ。
その後、2015年FIFA汚職事件を受け、2016年2月26日の2016年FIFA臨時総会で承認した2016年FIFA改革案を組み込んだFIFA Statutes（FIFA規則・FIFA定款）2016年版が、同年4月27日に施行された。FIFA会長やFIFA各役員の任期制限（最大でも3期12年まで。以前は無制限）や、FIFA会長・各役員の個人報酬の毎年の開示（以前は非公開）、そして、「政治」と管理機能の明確な分離を狙い、戦略的機能と監督機能、執行機能、運営機能、管理機能を明確に細かく分離した組織再編を行った（会長および組織の項で後述）。
2016年10月13日に、「未来へのビジョン」という新しく策定された中長期の活動指針を明らかにし、今後10年間、40億ドル以上を出して加盟している211のサッカー協会に分配を行う（FIFAフォワードプログラムの項で後述）。女子サッカーに関しては2026年までに選手の数を6,000万人に増加させるという目標を掲げた。
2020年4月24日、新型コロナウイルス感染症（COVID-19）のパンデミック（世界的流行）による危機への全加盟協会(2020年6月10日時点211協会)への支援として、2019 - 20年期に全加盟協会へ分配するはずだった2年分の運転資金を数日以内に全加盟協会へ全額分配支給すると発表した。総額で約1億5千万ドル（約161億円）に上る。また、FIFAフォワードプログラム(第2段階)からの分配金も、全額前倒しで全加盟協会にすぐに分配する(当初は分割して分配で、2回目の分配が7月の予定だった)。これにより、各協会に50万ドル(約5368万円)が支給されることになるが、その資金の運用は、FIFAフォワードプログラム(第2段階)規則に則り、監査と報告の対象となる。

### 地域協会認可の経緯
FIFAは当初、1国1協会（=1代表）を原則としていたが、次のような経緯で地域の協会も認可するようになった。FIFA創設の翌年、1905年にイングランドが参加するまでは、「近代サッカーの母国（The home of Football：FIFA公式呼称）」としての優位性と、イギリス以外の国家との格段の実力差を主張したイギリス帝国は、FIFAに参加しなかった。
サッカーの母国としての優位性とは、世界に先駆けて次の活動を行っていたことである。近代サッカーは1863年のイングランドサッカー協会（FA）とロンドンの12クラブによる統一ルール作成により誕生し、英国本土に広がり、大英帝国の船員・鉄道技術者・水兵たちなどによって世界中に広がった。
さらに1882年、英本土4協会は国際大会を開くために統一ルールを作る団体、国際サッカー評議会を組織した。翌年の1883年から英本土4協会が参加するブリティッシュ・ホーム・チャンピオンシップ（当初はホーム・インターナショナル・チャンピオンシップ（ホーム国際選手権））と呼ばれる世界初のサッカー単独の国際大会を毎年開催することになった。このように、英本土4協会はFIFA設立以前からそれぞれが独自に活動していた。イギリス以外の国家との格段の実力差とは、当時すでにプロリーグがあったイングランドのアマチュアチームが、オランダやフランスに遠征しても、相手チームに対し二桁の得点を挙げるほどの実力差のことである。
したがってイギリスには、英本土4協会以外の国と国際試合を行う必要性はないので、他国との国際試合を行うために、FIFAのような組織に参加する必要はないという主張であった。もともと、サッカー単独の世界選手権大会（のちのFIFAワールドカップ）を開催することが目的の一つだったFIFAは、サッカーの国際ルールを制定した近代サッカーの母国であり、自他ともに認める当時のサッカー最強の国イギリスをFIFAに加盟させるために、イギリス協会として包括的にではなく、英本土4協会を個別に承認した。実際に英本土4協会のFIFA加盟が決まると、すぐに翌年1906年のサッカー単独の第1回世界選手権大会開催を決めた。しかし、当時は交通機関が未発達な状況で、経費負担も含めて代表チーム編成も困難な国家が多かったため、参加国が集まらず失敗し、ロベール・ゲラン初代FIFA会長は責任を取って辞任した。
以降、FIFAは一定の自治が行われている地域の協会も認可している。イギリスは本土4協会のほかに海外領土のモントセラト・イギリス領ヴァージン諸島・ケイマン諸島・タークス・カイコス諸島・バミューダ諸島・アンギラ・ジブラルタル、デンマークは海外領土のフェロー諸島、オランダは海外領土のキュラソー島・アルバ、中国は香港とマカオ、アメリカ合衆国は海外領土のグアム・アメリカ領サモア・プエルトリコ・アメリカ領ヴァージン諸島など、このようにFIFAから認可されている地域の協会は、イギリスだけではない。また、パレスチナや、チャイニーズ・タイペイ(中華台北)サッカー協会（中華民国、台湾）も加盟している。

## 会長
FIFA会長は組織の最高の職位であり、FIFAを代表し、FIFA総会、FIFA評議会（FIFA Council）および緊急委員会の会合、そのほかFIFA会長が議長に任命された委員会を統括する。 FIFA評議会のほかのメンバーと同様、会長には投票権があり、投票が同数だった場合などにFIFA会長が決定投票を行う。会長は、FIFAの各規則に則った権限と責任を持つ。任期は4年である。再選も可能だが、2016年2月26日の2016年FIFA臨時総会で承認された2016年FIFA改革案を組み込んだFIFA Statutes（FIFA規則・FIFA定款。2016年4月27日施行）2016年版により、最大でも3期12年までに任期が制限された。以前は無制限であった。また、FIFA Statutes2016年版によりFIFA会長、全FIFA評議会（旧FIFA理事会）メンバー、事務総長（General secretary）および独立した3つの常設司法委員会の関連議長の年1回の個人報酬の開示が義務づけられた。2015年まで報酬は非公開であった。2014年には、FIFA最高幹部13名に計2,610万ドル（約32億円）の報酬が支払われたと報じられている（2015年FIFA汚職事件で、全員FIFAを辞任している）。開示されたジャンニ・インファンティーノFIFA会長（辞任したブラッターの次のFIFA会長）の2017年度の給料は、153万スイスフラン（約1億7,000万円)である。
FIFA会長は、4年に1回、会長選挙によって選ばれる。FIFA会長立候補者（以下、立候補者）は、会長選挙を行うFIFA総会（以下、会長選挙総会）の4か月前まで（＝立候補締め切り）、FIFA加盟全サッカー協会（以下、加盟全協会。2018年時点で全211協会）のうち5協会からの推薦を得たうえで、それら各協会に立候補者を推薦する旨を書面で事務局に提出してもらう必要がある。立候補締め切り前までに先述の手続きを完了した立候補者のみを審査委員会（Review Committee）が身辺調査し（立候補前過去5年中2年の選手、FIFA内部関係者、大陸連盟関係者、協会関係者などの活動の有無および活動内容等の調査）、問題がなければ立候補を受け付ける（以下、立候補受付が済んだ立候補者を会長候補者と記述）。受付後、会長選挙総会の1か月前までに、加盟全協会に会長候補者を通知する。その後、会長選挙総会で加盟全協会が投票を行う。なお、サッカーの強さや規模、影響力に関係なく、投じられるのは1協会につき1票のみである。協会所属の代表者本人のみに投票権があり、代理人および手紙による投票はできない。またFIFA理事は、任期中は協会の代表者にはなれない。会長選挙は秘密投票で行われ、投票用紙を投票もしくは電子投票で投票することができる。大多数が投票用紙での投票を支持している場合は、投票用紙で行い、加盟協会は英語のアルファベット順に呼ばれる。2015年現在、会長選挙の投票は投票用紙で行われている。初回の投票では、3分の2以上の票を得た最多得票者1名がFIFA会長となる。最多得票者が3分の2以上の票を得なかった場合、会長候補者が3人以上いれば最少得票者を除いて再投票を行う。会長候補者が2人の場合は、そのまま再投票を行う。再投票で、半数を超えた最多得票者1名がFIFA会長になる。半数を超えなかった場合、この時点で会長候補者3人以上残っていれば、最少得票者を除いて再投票を行う。会長候補者が2人の場合はそのまま再投票を行う。以後、半数超えの最多得票者1名が出るまで同様の手順を繰り返し行う。

### 歴代会長
| # | 氏名                         | 国籍              | 就任          | 辞任           | 備考         |
| - | ---------------------------- | ----------------- | ------------- | -------------- | ------------ |
| 1 | ロベール・ゲラン             | フランス          | 1904年5月23日 | 1906年6月4日   |              |
| 2 | ダニエル・ウールフォール     | イギリス          | 1906年6月4日  | 1918年10月24日 | 在任中に死去 |
| 3 | ジュール・リメ               | フランス          | 1921年3月1日  | 1954年6月21日  |              |
| 4 | ルドルフ・ジルドライヤー     | ベルギー          | 1954年6月21日 | 1955年10月7日  | 在任中に死去 |
| 5 | アーサー・ドルリー           | イギリス          | 1956年6月9日  | 1961年3月25日  | 在任中に死去 |
| 6 | スタンリー・ラウス           | イギリス          | 1961年9月28日 | 1974年5月8日   |              |
| 7 | ジョアン・アヴェランジェ     | ブラジル          | 1974年5月8日  | 1998年6月8日   |              |
| 8 | ゼップ・ブラッター           | スイス            | 1998年6月8日  | 2015年10月8日  | 罷免         |
| 9 | ジャンニ・インファンティーノ | イタリア · スイス | 2016年2月26日 | 現職           |              |

FIFA公式HPの歴代FIFA会長のページも参照。

## 組織
2015年FIFA汚職事件を受け、2016年2月26日の2016年FIFA臨時総会で承認した2016年FIFA改革案を組み込んだFIFA Statutes（FIFA規則・定款。2016年4月27日施行）2016年版により、三権分立の原則を踏まえたうえで、「政治」と管理機能の明確な分離を狙い、戦略的機能と監督機能、執行機能、運営機能、管理機能を明確に細かく分離した組織再編を行った。 FIFAの最高機関で立法機関のFIFA総会、 戦略的・監督的な機関のFIFA評議会、FIFAの執行機関、運営主体、行政機関の事務局が置かれている。また、 FIFA評議会と事務局の職務遂行を助言し、支援する9つの常任委員会、独立した任務をFIFAから完全に独立して行うが、常にFIFAの利益のために、またFIFA定款およびFIFAの各規則に従って行う４つの独立委員会がある。独立委員会のうちの不服申立委員会、懲戒委員会、倫理委員会の3つは、FIFAの司法機関であり、残り1つは監査およびコンプライアンス委員会である。
以下の記述は、FIFA Statutes2016年版に基づく。また、FIFA公式HPの記事「How FIFA Works」も参照のこと。
FIFA総会（以下、総会）は、全FIFA加盟協会（以下、全加盟協会。2018年時点で211協会）で構成されるFIFAの最高機関で、FIFA唯一の立法機関である。加盟協会は、規模やサッカーの強さに関係なく1票のみ持つ。その協会所属の代表者本人のみに投票権があり、代理人および手紙による投票はできない。また、FIFA理事は、任期中は協会の代表者にはなれない。総会の公用語は、英語、スペイン語、フランス語、ドイツ語、ロシア語、アラビア語、ポルトガル語である。FIFA誕生時から、第一次世界大戦時の中断を除いて毎年開催されていたが、1932年第21回スウェーデン首都ストックホルム総会から2年に1回の開催となった。第二次世界大戦時の中断後も2年に1回開催のままだったが、多くの問題に関して決定する事項が増えたため、1998年以来、毎年臨時総会が開催されるようになった。そして、2004年のパリ総会から毎年の定期総会が導入された。FIFA総会は、FIFAの定款および各規則を実施適用される方法に関する決定を下す。必要があれば、定款および各規則の改正を行う。また、年次報告書を承認し、新加盟協会の協議の受諾を決定、FIFA会長選挙などの選挙やＷ杯開催国決定投票を実施する。
FIFAワールドカップ開催国決定は、初期から1974年Ｗ杯・1978年Ｗ杯・1982年Ｗ杯3大会同時開催国決定まではFIFA総会での投票で決定していたが、1986年Ｗ杯開催国決定以降、FIFA理事会（のちのFIFA評議会）のFIFA理事投票で決定する方式に変更されていた。その後、2010年12月2日の2018年及び2022年Ｗ杯開催国投票まで、FIFA理事会のわずか24名のFIFA理事の投票（会長は同数の場合のみ1票投じる）で決まる方式だったため、買収工作も容易だった（2015年FIFA汚職事件参照のこと）との反省から、2018年6月13日の2026年Ｗ杯開催投票からFIFA総会(FIFA Congress)での開催立候補国を除く全加盟協会での投票方式に再び変更された（FIFA Statutes2016年版P28の28 Ordinary Congress agendaの2.のs ）。また、従来の不透明なＷ杯招致手順を明確化し、各段階で審査プロセス等を公式発表していくとした。2017年11月7日、2026年Ｗ杯招致手引書を発表し、開催立候補国のコンプライアンスや施設面、人権への配慮、コストや収益などを評価すること、そして評価の比重は、スタジアムが35パーセント、交通が13パーセント、チケット収入・商業収入・コストが各10パーセントなどとした。ワールドカップ招致活動の明確な禁止事項を定め、買収工作や不適切な贈答品、Ｗ杯招致に向けたサッカー振興プロジェクトおよび親善試合開催などを禁じた。2017年11月30日の2026年Ｗ杯開催立候補国締め切りまでに立候補したカナダ・メキシコ・アメリカ（3か国共同開催）とモロッコ（単独開催）が、2018年3月16日の開催提案書（Bit Book）提出締切日までに開催提案書を提出。カナダ・メキシコ・アメリカの3か国共同開催提案書とモロッコの単独開催提案書を、招致手引書の評価基準のもと評価手順にのっとり評価し、問題ないということで両候補を受け付けた。2018年4月から、FIFA評価タスクフォースが両候補を現地視察し、5月30日、両候補の事業計画のヒアリングおよび質疑応答、31日に両候補のＷ杯招致委員会のプレゼンを受けたあと、上記の評価基準および評価手順にのっとり2026年ワールドカップ立候補国評価レポートを作成、6月1日に公表した。レポートでは、最低条件を2点に設定して5点満点で評価。両候補ともに合格ラインを超えたものの、3か国共催側は4点、モロッコ側は2.7点であった。さらに、開催経費や入場券販売、警備などを含めた総合評価は3か国共催側が500点満点中の402.8点で、モロッコ側は274.9点であった。大会関連施設およびインフラは、3か国共催側は「すでに運営可能なレベル」で、モロッコ側は「大会関連施設のほとんどが新設で大幅なインフラ整備が必要」と記述された。また大会収益は、3か国共催側は「143億ドル（約1兆5,662億円）」で、モロッコ側は「72億ドル（約7,900億円）」が見込まれるとレポートに記述された。2026年Ｗ杯開催国投票は、2018年ロシアＷ杯開幕戦前日の2018年6月13日のロシア首都モスクワでの第68回FIFA総会で行われる。投票手続きにのっとって、立候補国4か国と資格停止のガーナサッカー協会（2018年6月8日、ニャンタキー同協会会長の汚職事件を受け、同日にガーナ政府が同協会に解散命令を下した。これはFIFAの禁じる「第三者の介入」にあたり、同協会は資格停止となった）を除いた残り206協会での投票となる。「3か国共催」か「モロッコ単独開催」か「該当国なしとして、両候補以外の国で招致活動やり直し」かを投票する。2018年6月13日午前9時（日本時間同日午後3時）から開始された第68回FIFAモスクワ総会は、FIFA公式YouTubeチャンネルFIFATVで生中継された。開催国投票は13番目の議題で、実際の投票は両候補のプレゼン後、午後1時50分（日本時間同日午後7時50分）から電子投票で行われ、立候補国4か国と欠席した3協会（グアム、プエルトリコ、アメリカ領ヴァージン諸島）、棄権した3協会（キューバ、スロベニア、スペイン）、先述のとおり資格停止のガーナの計11協会を除く200協会が投票し、「3か国共催」に134票（有効投票数の67パーセント）、「モロッコ単独開催」に65票（33パーセント）、「該当国なしで招致活動やり直し」に1票（イラン）で、3か国共催（カナダ・メキシコ・アメリカ）が決定した。投票の内訳も同日、FIFA公式HPで公開された。48か国出場となることも確認された。
FIFA評議会は、FIFAの戦略的かつ監督的な機関である。選手（男女のサッカー、フットサル、ビーチサッカー）のステータスおよび移籍、これらに関する問題を扱い、特にクラブでの練習奨励と代表チームの保護に関しては、随時特別規則の形で解決していく。FIFA評議会構成メンバーは、総会で選出されたFIFA会長1名、FIFA副会長8名、6つの大陸連盟（地域連盟）それぞれで選出された計28名で、全37名である。各大陸連盟は、それぞれ1人以上は女性をFIFA評議会メンバーに選出しなければならない。どのメンバーも任期は4年で、再任は可能だが、最大でも3期12年までである（任期が連続していなくても、通算して最大3期12年まで）。2015年以前の旧FIFA理事会時代は任期無制限で、Ｗ杯開催国決定も理事会のみで行っていた。
事務局は、FIFA評議会（以下、評議会）の監督下にあるFIFAの執行機関であり、運営主体および行政機関である。事務総長の下で、競技会および関連するすべての事項について評議会の決定と指示通りに行い、すべての商業契約の交渉、執行および履行を評議会の方針・手順に従って行う。また、常任委員会のための行政支援を行う。特にサッカー開発奨励金の授与（FIFAサッカー発展プロジェクトの項で後述）に関しての行政支援を行う。評議会が設定した範囲で、財務委員会（Finance Committee）が立てた予算によりFIFAの業務と日常業務の管理を行う。その他、評議会が要求し、承認したFIFAの組織に対し、効率的な運営に必要なその他の行政上の事項について行う。ただし先述したとおり、事務局は評議会の監督下にあり、必要があれば評議会が事務局の権限を取り上げることができる。

### 常任委員会
常任委員会は9つあり、FIFA評議会と事務局の職務遂行を助言し支援する。
1. 開発委員会[注 11] — FIFAサッカー発展プロジェクト（後述）を取り扱い、各協会および大陸連盟に対し適切な支援戦略を決定し、定期的に支援戦略や実施状況をチェックする。
2. FIFA大会組織委員会[注 12] — FIFA大会のすべての事項について評議会に助言し支援する以外に、FIFA大会主催国の大会組織委員会を監督する。
3. 財務委員会[注 13]
4. サッカーステークホルダー委員会[注 14]
5. ガバナンス委員会
6. 審査委員会[注 15]
7. 医療委員会[注 16]
8. 加盟協会委員会[注 17]
9. 選手ステータス委員会[注 18]
10. 審判委員会[注 19]

### 独立委員会
独立委員会は4つあり、FIFA評議会と事務局の職務遂行を助言し支援する。FIFAから完全に独立した立場で任務を行うが、常にFIFAの利益のために、またFIFA定款およびFIFAの各規則に従って行う。独立委員会のうちの3つはFIFAの司法機関である懲戒委員会、不服申立委員会、倫理委員会である。
1. 懲戒委員会 — 委員長、副委員長、必要な数の委員で構成され、このうち委員長と副委員長は法律訓練を受ける必要がある。FIFA懲戒規定[注 20]に従い、加盟協会・クラブ・FIFA役員・選手・試合の代理業者・選手の代理人に対して制裁を科すことができる。決定は3人以上のメンバーで行うが、特別な場合は委員長単独で決定することができる。総会と評議会は、懲戒委員会のメンバーの停職および免職の懲戒権を保持する。
2. 不服申立委員会 — 委員長、副委員長、必要な数の委員で構成され、このうち委員長と副委員長は法律訓練を受ける必要がある。FIFA懲戒規定に従い、懲戒委員会の決定に対する控訴の処理を行う。決定は3人以上のメンバーで行うが、特別な場合は委員長単独で決定が可能である。不服申立委員会の決定は、FIFAとしては最終決定であり、関連するすべての当事者に拘束力を有する。しかしその後も、スポーツ仲裁裁判所（CAS）に上訴すること自体は可能である。
3. 倫理委員会 — おもにFIFA倫理綱領[注 21]の侵害を調査する。 2012年以降、調査室[注 22]と審査室[注 23]の2つで構成されている。
4. 監査およびコンプライアンス委員会 — 財務会計の完全性および信頼性を確保し、FIFA評議会の要請により外部監査人の報告を審査する。財務、その規制および法律上の問題について、知識や経験が豊富な3 - 7人のメンバーで構成されている。全メンバーはほかのFIFA機関に属してはならない。また、FIFAの運営に影響を与える決定に関与してはならない。任期は4年で、再選可能だが、最大3期12年までである。 委員長、副委員長、監査および委員は、FIFAガバナンス規則が定める独立基準を満たさなければならない。この委員会の中にある「報酬小委員会」は、FIFA会長、副会長および評議会メンバー、そして事務総長の個々の年間報酬を定義する責務がある。ほか、独立委員会の詳細は、FIFA Statutes（FIFA定款・規則）2016年版[13] 36条、37条、50条参照のこと。

## 表彰
- ザ・ベスト・FIFAフットボールアウォーズ（最優秀選手・監督・ゴールキーパー）
- FIFA/FIFProワールドXI
- FIFAプスカシュ賞
- FIFA会長賞
- FIFAフェアプレー賞
- FIFA功労賞 - FIFAの総会において、サッカーの発展に貢献した個人や団体に贈られる。
- FIFA 100（2004年の創立100周年を記念した特別賞）
- FIFA 20世紀のクラブ

## 大会一覧

### ナショナルチーム

#### 男子
- FIFAワールドカップ
- オリンピックサッカー競技（男子）
- FIFA U-20ワールドカップ
- FIFA U-17ワールドカップ
- ユースオリンピックサッカー競技（男子）
- FIFAアラブカップ
- FIFAシリーズ

#### 女子
- FIFA女子ワールドカップ
- オリンピックサッカー競技（女子）
- FIFA U-20女子ワールドカップ
- FIFA U-17女子ワールドカップ
- ユースオリンピックサッカー競技（女子）

### クラブチーム
- FIFAクラブワールドカップ
- FIFA女子クラブワールドカップ
- FIFAインターコンチネンタルカップ
- FIFA女子チャンピオンズカップ
- ブルースターズ/FIFAユースカップ（英語版）

### その他
- FIFAフットサルワールドカップ
- FIFAフットサル女子ワールドカップ
- FIFAビーチサッカーワールドカップ
- FIFAeワールドカップ

### 廃止された大会

#### ナショナルチーム
- FIFAコンフェデレーションズカップ（1992-2017）

#### クラブチーム
- インターコンチネンタルカップ → トヨタ ヨーロッパ/サウスアメリカカップ（1960-2004）

### 大会結果
| 大会                               | ウェブサイト      |                                  | 前回優勝     | 回数      |  | 最新シーズン               |
| ナショナルチーム                   |                   |                                  |              |           |  |                            |
| FIFAワールドカップ・(予選)         | FIFA公式 (日本語) |                                  | アルゼンチン | 3         |  | 2026 詳細（本大会 / 予選） |
| オリンピックのサッカー競技（U-23） | FIFA公式 (日本語) | スペイン                         | 2            | 2028 詳細 |  |                            |
| FIFA U-20ワールドカップ            | FIFA公式 (日本語) | ウルグアイ                       | 初           | 2025 詳細 |  |                            |
| FIFA U-17ワールドカップ            | FIFA公式 (日本語) | ドイツ                           | 初           | 2025 詳細 |  |                            |
| ユースオリンピックのサッカー競技   | FIFA公式 (日本語) | ペルー                           | 初           | 2026 詳細 |  |                            |
| FIFAアラブカップ                   | FIFA公式 (日本語) | アルジェリア                     | 初           | 2025 詳細 |  |                            |
| FIFAフットサルワールドカップ       | FIFA公式 (日本語) | ブラジル                         | 6            | 2028 詳細 |  |                            |
| ユースオリンピックのフットサル競技 | FIFA公式 (日本語) | ブラジル                         |              | 2026 詳細 |  |                            |
| FIFAビーチサッカーワールドカップ   | FIFA公式 (日本語) | ブラジル                         | 6            | 2025 詳細 |  |                            |
| 女子ナショナルチーム               |                   |                                  |              |           |  |                            |
| FIFA女子ワールドカップ・(予選)     | FIFA公式 (日本語) |                                  | スペイン     | 初        |  | 2027 詳細（本大会 / 予選） |
| オリンピックのサッカー競技         | FIFA公式 (日本語) | アメリカ合衆国                   | 5            | 2028 詳細 |  |                            |
| FIFA U-20女子ワールドカップ        | FIFA公式 (日本語) | 北朝鮮                           | 3            | 2026 詳細 |  |                            |
| FIFA U-17女子ワールドカップ        | FIFA公式 (日本語) | 北朝鮮                           | 3            | 2025 詳細 |  |                            |
| ユースオリンピックのサッカー競技   | FIFA公式 (日本語) | 中華人民共和国                   |              | 2026 詳細 |  |                            |
| FIFAフットサル女子ワールドカップ   | FIFA公式 (日本語) |                                  |              | 2025 詳細 |  |                            |
| ユースオリンピックのフットサル競技 | FIFA公式 (日本語) | ポルトガル                       |              | 2026 詳細 |  |                            |
| クラブチーム                       |                   |                                  |              |           |  |                            |
| FIFAクラブワールドカップ           | FIFA公式 (日本語) |                                  | チェルシーFC | 2         |  | 2029 詳細                  |
| FIFAインターコンチネンタルカップ   | FIFA公式 (日本語) | レアル・マドリード               | 初           | 2025 詳細 |  |                            |
| ブルースターズ/FIFAユースカップ    | FIFA公式 (日本語) | チューリッヒ                     | 初           | 2025 詳細 |  |                            |
| 女子クラブチーム                   |                   |                                  |              |           |  |                            |
| FIFA女子クラブワールドカップ       | FIFA公式 (日本語) |                                  | —            | —         |  | 2028 詳細                  |
| FIFA女子チャンピオンズカップ       | FIFA公式 (日本語) | —                                | —            | 2026 詳細 |  |                            |
| ブルースターズ/FIFAユースカップ    | FIFA公式 (日本語) | バンクーバー・ホワイトキャップス | 初           | 2025 詳細 |  |                            |

| 大会                      | ウェブサイト      |                                | 使用ゲーム                                                 | 前回優勝 | 回数      |  | 最新シーズン |
| eスポーツ                 |                   |                                |                                                            |          |           |  |              |
| FIFAeワールドカップ       | FIFA公式 (日本語) |                                | EAスポーツ FIFA 22                                         | Umut     |           |  | 2023 詳細    |
| FIFAeワールドカップ       | FIFA公式 (日本語) | フットボール マネージャー 2024 | Ichsan Taufiq (マネージャー), Manar Hidayat (アシスタント) |          | 2025 詳細 |  |              |
| FIFAeワールドカップ       | FIFA公式 (日本語) | ロケットリーグ                 | Yazid Bakhashwin, Saleh Bakhashwin, Mohammed Alotaibi      |          | 2025 詳細 |  |              |
| FIFAeワールドカップ       | FIFA公式 (日本語) | eFootball コンソール           | Binong Boys, Shnks-Elga, Akbar Paudie                      |          | 2025 詳細 |  |              |
| FIFAeワールドカップ       | FIFA公式 (日本語) | eFootball モバイル             | Minbappe                                                   |          | 2025 詳細 |  |              |
| FIFAeクラブワールドカップ | FIFA公式 (日本語) | FIFA 22                        | Riders                                                     | 初       | 2023 詳細 |  |              |
| FIFAeネーションズシリーズ | FIFA公式 (日本語) | FIFA 23                        | ブラジル                                                   | 初       | 2024 詳細 |  |              |
| FIFAeコンチネンタルカップ | FIFA公式 (日本語) |                                | ProGamer                                                   | 初       | 2023 詳細 |  |              |

## FIFAランキング
A代表（年齢制限のないその国最強の代表）のランキングであるFIFAランキングを発表している。これまでに3度の制度改正を経ており、主観的要素を完全に排した国際Aマッチ（A代表同士の公式国際試合）の結果のみに基づいて編まれるランキングとしては公平なものになっている。外国人選手も所属できるクラブチームとは異なり、ナショナルチームは同じ国籍の選手のみのチームであるため、FIFAランキングはその国のサッカーの強さを示す「目安」となっている。2018 FIFAワールドカップ後の2018年8月16日発表（当初予定の7月19日は発表なしとなった）のFIFAランキングから4度目の変更（2018年方式）となり、これまでの2006年方式の過去4年間のAマッチという縛りがなくなるほか、年間平均ポイント計算がなくなり、加算方式に変更される。
FIFAワールドカップの各大陸予選においては、実力差が極めて大きい対戦を避けるため予備予選を行うことがあり、その振り分けに使われたり（たとえば、2006 FIFAワールドカップ・アジア予選ではFIFAランキングのアジア上位25チームが1次予選免除）、AFCアジアカップなどの各地域連盟主催の各大陸別選手権の予選組み分けや本大会のグループリーグの組み合わせ（ランキングが高いチームがシードなど）に使われたりしている。
また、FIFAワールドカップ本大会においても、グループリーグのシード国決定に用いられる。2006年ドイツ大会までは過去から現在までのFIFAランキングと過去のワールドカップ本大会の成績を元にシード国を決めていた（ドイツ大会では過去3年間のFIFAランキングとワールドカップ本大会過去2大会の成績を元に計算）が、2010年南アフリカ大会ではグループリーグ抽選会前のFIFAランキング（2009年10月のFIFAランキング）のみでシード国を決定した。以降のワールドカップも、本大会前年12月のグループリーグ抽選会前の10月のFIFAランキングのみでシード国を決定している。
このように、年々、FIFAランキングの重要性は増してきている。
女子の場合、男子と同様にFIFA女子ランキングがあり、こちらも各国の女子のA代表チームのランキングであり、女子の国際Aマッチの結果のみで計算される。公表は年4回であり、FIFAが初めて公認した女子代表の国際試合（フランス女子代表対オランダ女子代表：1971年4月17日）以降の全試合を集計の対象とする（男子は直近4年間のみを対象）など男子と異なる点がある。

## FIFAパートナー
- アディダス
- アラムコ
- コカ・コーラ
- 現代自動車グループ
- レノボ
- カタール航空
- Visa

### FIFA女子サッカーパートナー
- Xero

## FIFA+
2022年4月にローンチされたFIFA+ はFIFAの公式動画配信サービス。FIFAワールドカップをはじめとしたFIFA主催大会のアーカイブやハイライト、さらにオリジナルドキュメンタリーなどのコンテンツが配信されているほか、一部FIFA主催大会やW杯予選をはじめ世界各地のアマチュアリーグ/カップ戦など年間40,000試合をすべて無料でライブ配信（うち女子は11,000 試合）。
開始当初はiOSとAndroid、PC（ブラウザ経由）のみサービスを提供していたが、2023年7月26日よりAmazon Fire TVやAndroid TV（対応テレビも含む）でもアプリの提供が開始された 。2025年5月よりFIFA+のオリジナルコンテンツ（主にドキュメンタリーや過去のFIFAワールドカップハイライト）がライブスポーツ動画配信サービスのDAZNでも配信され、今後FIFA+の全コンテンツをDAZNに提供・統合される予定。

## FIFAサッカー発展プロジェクト

### FIFAフォワードプログラム
以下の記述は、FIFA公式HPのFIFAフォワードサッカー発展プログラムの記事およびFIFAフォワードサッカー発展プログラム規則の記述に基づく。
FIFAフォワードサッカー発展プログラム（以下、FIFAフォワードプログラム）とは、2016年5月9日のメキシコ首都メキシコシティでの第66回FIFA総会で決定した、FIFA加盟全サッカー協会および全6地域連盟対象のステップアップ財政支援プログラムである。4年で1サイクルで、160万ドルから500万ドルに増額する。各サッカー協会は、年間75万ドルをピッチなどの施設の整備、女子サッカーの発展などのサッカープロジェクトに費やすことができる。また各協会は、年間50万ドルの経費を受け取る。各地域連盟へは4年間の1サイクルで、2,200万ドルから4,000万ドルに増額させる。また、女子サッカーや各年代別代表の世界大会の旅費が必要な協会には、最高100万ドルの特別手当を支給する。男女とも年代別地域大会主催協会に、年間100万ドル払い戻す。
さらに、事務総長（General secretary、JFAは専務理事）を採用する、技術委員を採用する、男女リーグ、男女のユースリーグ、女子サッカーの普及および宣伝活動、草の根サッカー推進と開発戦略、審判の推進と開発戦略等全10項目の基準を満たす協会（少なくとも2つは女子サッカーを重視すること）は、基本年間10万ドルに加え、毎年5万ドルの追加資金、最大で毎年40万ドルの追加資金を得ることができる。
これらの資金を各協会および各地域連盟が正しく運営するために、FIFAは監督機能も強化している。
- 2年から4年にわたる開発委員会承認の開発戦略を設定し、協会ごとに1つの目標の契約を行うこと。
- すべてのオーダーメイドの各プロジェクトは契約とリンクし、 開発委員会の承認を得るために30万ドル以上のプロジェクトを行うこと。
- FIFAの管理者は、プロジェクトの進捗状況を監視する。
- 各協会のフォワードプログラム資金運営で、各協会から独立した財務監査を行うこと。
- より強力な監督権限と厳しい遵守措置を含む強化された開発規制。
- 独立したFIFA開発委員会の少なくとも50パーセントは、フォワードプログラムを監督する
- フォワードプログラム会員協会の年次財務に関する独立監査の公表。

#### 主な実施例
先述の通り、2016年から開始されたFIFA加盟全協会（2018年時点で全211協会）に対する財政支援プログラムのため、下記はその一例である。
- ペルーサッカー協会 — 2016年3月に開始されたペルー全土の選手育成計画「マイナーズプラン（Minors Plan）」をFIFAが財政支援。同年、20の地域に開発センターが創設され（開発センターのコーチは総計165人）、2017年にはその中の5つの地域にはさらにU-14とU-16のコーチと管理者を設置。 各地域の選手を選抜し（2016年で約1万5,000人の選手の中から）、最優秀選手が開発センターに選出され（2016年で1000人）、最終的にU-14およびU-16全国地域チーム選手権に参加した（2016年で700人以上）。また、240人以上のスカウトがペルー全土に分散し、優秀な選手を発掘している。2017年時点では、開発センター出身の170人の選手が15のプロクラブでプレーしている。大会の試合は毎週土曜日に無料チャンネルで放送される[52]。
- アイスランドサッカー協会 — 2016年、U-18アイスランド代表に20万2,000ドル（約2197万6,166円）、アイスランド女子B代表に15万8,000ドル（約1,718万9,278円）、2017年10月にはアイスランド女子代表に30万ドル（約3,388万7,010円）をFIFAが支援した。その後も、アイスランド女子代表に総額90万ドル（約1億138万500円）以上FIFAが支援したおかげで、同代表は2016年末に中国で行われた女子代表の大会出場や2018年1月合宿など以前はできなかった強化日程を消化することができ、2019 FIFA女子ワールドカップ初出場を果たした[53]。
- 日本サッカー協会(JFA) — 高円宮杯 JFA U-18サッカープレミアリーグの参加チームの旅費を、FIFAが支援[54]。

### FIFAゴールプロジェクト
以下の記述は、FIFA公式HPのFIFAゴールプロジェクト説明の記事の記述に基づく。
1999年から2015年までに実施されたFIFAゴールプロジェクトは、インフラ整備、組織体制作り、教育（指導者・審判・スポーツ医学など）、ユース育成等の国際サッカー連盟（FIFA)の助成制度である。その究極の目標は、権威あるサッカー協会にすることである。ゼップ・ブラッター第8代FIFA会長が提案し、1999年7月9日にロサンゼルスで開催されたFIFA臨時総会で批准された。FIFAゴールビューローが、全サッカー協会からゴールプロジェクトの対象協会を選び、その協会に合わせた助成を行う。 FIFAゴールビューローは、FIFA技術委員会から選ばれた6名のメンバーで構成される。
各サッカー協会の優先順位に応じて、ゴールプロジェクトは次の分野で支援する。
- インフラ — サッカー場の建設および改修、練習及び授業を行うセンター設立、サッカー協会のオフィスビル建設など。
- 管理 — 国および地域団体、職員などの組織体制整備。
- 教育 — 管理の方法、コーチング、スポーツ医学、審判など。
- ユースサッカー — 若年選手の指導者養成、優秀な選手育成、サッカースクールなど。
- ゴールプロジェクト対象協会のニーズに基づくその他の分野

対象協会との協力関係を強化するため、世界中に開発事務所が設置されている。開発事務所には、高度な資格を持つFIFAの専門家である開発担当役員が配置されている。 各開発事務所は、事務所近接の約15 - 20の各サッカー協会の開発を委任されている。 各開発事務所は各サッカー協会に近いため、協会のニーズをより詳細に分析でき、またプロジェクトの監督および管理が容易になる。
たとえば、インフラ整備で同プロジェクトから助成を受けるには、対象協会がその施設の土地を使用する権利を25年間持つことが条件であった。 1プロジェクトに対し、40万USドル（約4,000万円）まで助成可能で、 1プロジェクト終了後、増築などの目的、2期プロジェクトを申請し許可されれば、再度40万USドルの助成を受けられた。 

#### おもな実施例
北朝鮮サッカー協会（2001年 - 2013年）6回合計200万USドル（約2億1,390万円）受領
金日成競技場人工芝の張り替え、同協会の建物と北朝鮮代表選手の合宿所補修、平壌国際サッカー学校の建設および補修費
日本サッカー協会(JFA)（2009年）40万USドル（約4,000万円）受領
Jヴィレッジ内のJFAメディカルセンター設置（残りの整備費約3億7,000万円と運営費および維持費は、JFA負担）
フィリピンサッカー連盟(PFF)（2014年 - 2016年）50万USドル（約5,348万円）受領
サンラサロ競馬場のある公園内に設けられたPFFナショナルトレーニングセンターの人工芝のピッチ
2007年12月7日時点で、FIFA加盟106協会が助成を受けており、承認済み295プロジェクトのうち、121が進行中だった。この時点で計画段階が31であった。

## クリーンスタジアム
FIFA主催大会においては、FIFA自身のブランド保護並びに公式スポンサーの権利の保護を目的として、スタジアムとその周囲に「クリーンゾーン」(Clean Zones) と称する商業制限区域 (Commercial Restriction Areas, CRA) を設け、FIFA及び公式スポンサー以外による大会（及びその観客・関係者）をマーケティングの対象としたアンブッシュマーケティングを排除し、クリーンゾーン内での広告掲出を含めた商業活動を制限している。具体的には、商業制限区域内の広告類（施設の命名権を含む）や大会に際して開かれる臨時の販売施設等に関しては公式スポンサーのもの以外は原則として排除される（「クリーンな状態」に置かれる）ことになっており、クリーンゾーン内では屋外広告は原則としてマスキングされるか一時的に取り除かれる。
特にスタジアムおよび周辺区域の命名権（ネーミングライツ）に関しては、しばしば「全ての大会で一時的に正式名称とする」或いは「全ての大会で命名権が行使できない」と言及されることがあるが、正しくは「全ての大会で公式スポンサー以外の企業等を想起させる名称としない」というものであり、大会でのみ使用する暫定名称に置き換えたり、大会の公式スポンサーであればそのまま命名権名称が存置されることがある。例えば、ドイツで開催された2006 FIFAワールドカップ及び2011 FIFA女子ワールドカップでは、多くのスタジアムが「FIFA（女子）ワールドカップスタジアム・○○」という当該大会限定の名称に置き換えられた。また、EAFF E-1サッカー選手権2017で男子決勝ラウンドの会場となった味の素スタジアムは、味の素が大会の公式スポンサーであったため、正式名称の「東京スタジアム」ではなく、命名権名称である「味の素スタジアム」がそのまま用いられた（一方で、同じ大会の女子決勝ラウンドの会場であったフクダ電子アリーナは、条例上の名称である「千葉市蘇我球技場」が用いられた）。
なお、FIFAのこのルールにおいては、クリーンゾーン内での地元企業による恒常的な商業活動（バーやレストラン、コンビニエンスストアなど）は「制限されるべきではない（通常通りの営業・看板の掲出ができる）」としている。

## FIFAマスター（FIFA大学院）
2000年に開設された「スポーツに関する組織論、歴史・哲学、法律についての国際修士」のことで、スイスにあるスポーツ教育機関CIES（The International Centre for Sports Studies、スポーツ研究国際センター）と提携してFIFAが運営しているスポーツ学に関する大学院のコースである。10か月の間にイギリス・イタリア・スイスにある3つの大学を回って学習し、幅広くスポーツ界で活躍する人材を養成することを目的として設立された。
入学するには、最初に高校卒業証明書、大学の卒業・成績証明書、英語力証明書（TOEFL（minimum 600 PBT / 250 CBT / 100 IBT points）かCambridge Certificate of ProficiencyかIELTS(minimum level 7.5 in the « Academic Test »)のどれか1つ）、GMAT、スポーツや志望動機などの5つの質問の回答（ショートエッセイ）を英語で300字程度などの必要書類を1月22日頃までに提出する。書類審査で通過した合格者がさらに電話面接などで絞りこまれ、4月中旬に最終合格者（定員25名程度、世界各国から集まるように配慮される）が決まる。最終合格者が授業料25,000スイス・フラン（1フラン110円換算で275万円）を全額支払えば、入学手続き完了となる。毎年、9月に開講する。9 - 12月にHumanities of Sports（スポーツの人文科学）をイギリス・レスターのド・モンフォル大学で、翌年1 - 3月にManagement（経営学）をイタリア・ミラノのボッコーニ大学で、4 - 7月にSport Law（スポーツの法律）をスイスのヌーシャテルのヌーシャテル大学で学び、7月中旬に卒業という流れである。さらに、7月下旬に「ファイナルプロジェクト」というグループ（1グループ3 - 5名）で取り組む卒論発表（プレゼンテーション）があり、1グループ30分で行われ、FIFA、IOC、UEFA、ECA、大学教授などの参加者から質問を受け、その後の会議で論文の内容とプレゼンテーションの出来を踏まえて成績評価される。単なる卒論発表に留まらず、その卒論がきっかけで、さまざまな活動が実現している。FIFAにCSR部門ができたり、イスラエルとパレスチナの子どもたちのサッカーキャンプ交流が実現したりなどしている。
2011年7月21日に行われた日本人を含む5か国のグループの卒論発表がきっかけで、2012年3月22日、FIFAが国際Aマッチデーの代表選手の負傷選手、クラブ、加盟協会に対する補償金を支払う（国際Aマッチデー出場代表選手保険導入）意向を示し、同年5月25日のFIFA総会で同年9月以降の国際Aマッチデーの代表選手保険導入を決めたり、2012年3月22日にUEFAが代表選手保険システム導入（選手の国籍関係なしの欧州全クラブの所属選手の代表戦での負傷保険）を発表するなどしている。
卒業生はFIFAやUEFA、IOC、AFC、各国サッカー協会、CASなどのスポーツ機関、スポーツテレビ局、スポーツマーケティング会社、各国サッカーリーグおよびFCバルセロナなどのサッカークラブなどで活躍している。
また、卒業生の多くがスイスのローザンヌにある20の国際スポーツ連盟や団体、スポーツ関連会社10数社が集まり、世界中のスポーツのルールを決定している国際スポーツハウス（Maison du Sport International、略称MSI）で働いている。また、卒業生はFIFAマスター同窓会協会（FIFA Master Alumni Association、略称FMA）を通じて、世界中に構築されたFIFAマスターのネットワークをビジネスに活用することができる。
FMAはその名の通り、2年に1度、国際的なスポーツの大会に合わせてその国および都市でFIFAマスター同窓会を開催しており（前回はワールドカップ・南アフリカ大会で開催）、2012年はロンドンオリンピックに合わせロンドンで開催された。
2013年7月19日、2012 - 2013年第13期生修了式が行われ、宮本恒靖を含め24か国の生徒が卒業した。日本人は2013年7月19日時点で、通算9名ほどがFIFAマスターを卒業している。元プロサッカー選手の卒業生は2名で、日本人元プロサッカー選手および元日本代表としては宮本恒靖が初めてである。2017年7月14日、2016 - 2017年第17期生修了式が行われ、大滝麻未と一般日本人の女性の2名の日本人女性がFIFAマスターを卒業した。大滝は、日本の元女子サッカー選手および元日本女子代表としては初めてのFIFAマスター卒業であったが、直後の2017年8月に現役復帰した。